# Chien courant de Bosnie à poil dur
Pour les articles homonymes, voir Barak.
Le chien courant de Bosnie à poil dur ou barak, anciennement appelé chien courant d'Illyrie est une race de chiens originaire de Bosnie. C'est un chien courant de taille moyenne, d'allure robuste, à la robe bicolore ou tricolore, au poil long et hirsute. Il s'agit d'un chien de chasse employé comme chien courant.

## Historique

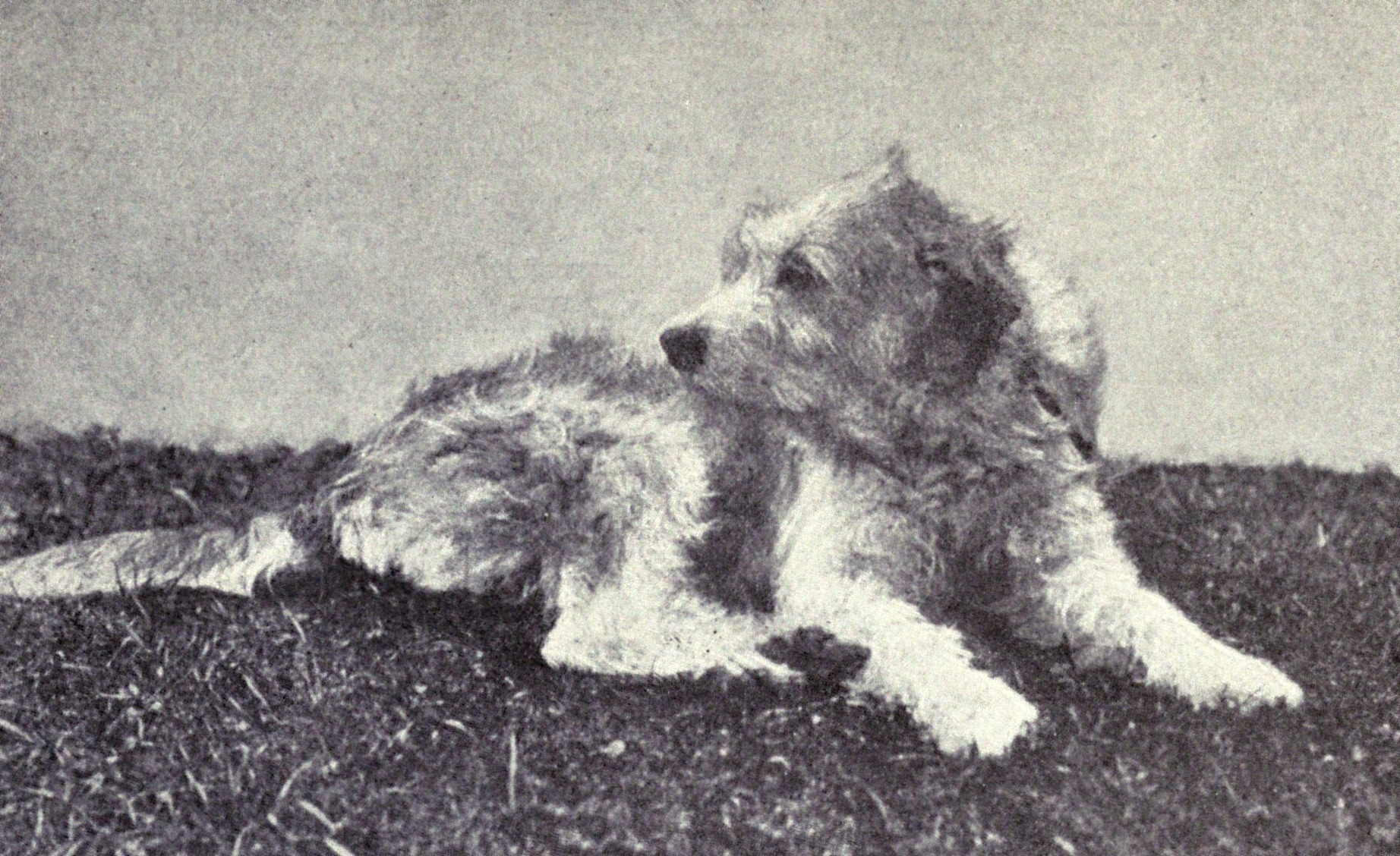
Chien courant de Bosnie à poil dur en 1915.

La race est enregistrée par la Fédération cynologique internationale le 19 juin 1965 sous le nom de chien courant d’Illyrie. Le nom de la race est changé par la suite en chien courant de Bosnie à poil dur ou barak. La race est quasiment inconnue en dehors de l'ex-Yougoslavie.

## Standard
Le chien courant de Bosnie à poil dur est un chien courant de taille moyenne, de construction robuste. La queue plus grosse à sa base s'affine vers son extrémité. Elle atteint le jarret ou le dépasse de peu et est portée légèrement recourbée vers le haut, en cimeterre. La tête longue et moyennement large a un chanfrein droit, un stop doux et un museau rectangulaire. Des sourcils prononcés et touffus surmontent les gros yeux de couleur châtain et de forme ovale. Implantées à hauteur moyenne, les larges oreilles de longueur moyenne sont pendantes. Quelque peu épaisses, elles s'affinent et s'arrondissent à leur extrémité.
Le poil long est dur, hirsute et ébouriffé, avec un sous-poil abondant. La robe admet plusieurs couleurs qui peuvent se combiner en robe tricolore ou bicolore. La couleur de fond est jaune-rouge ou gris-terre. Des marques blanches sont présentes sur la tête formant une étoile ou une liste, sous la gorge, sous le cou, sur le poitrail, sous la poitrine, sur les parties inférieures des membres et au bout de la queue.

## Caractère
Le standard FCI décrit la race comme vive, courageuse et persévérante. En famille, c'est un chien amical, affectueux même avec les enfants.

## Utilité
Le chien courant de Bosnie à poil dur est employé comme chien courant endurant. La voix est sonore avec un timbre profond.